# Eptesicus hottentotus
Eptesicus hottentotus — вид рукокрилих родини Лиликові (Vespertilionidae).

## Поширення, поведінка
Країни поширення: Ангола, Кенія, Лесото, Малаві, Мозамбік, Намібія, Південна Африка, Замбія, Зімбабве. Більшість зразків були зібрані неподалік від річок, в тому числі на гірських луках, болотах і лісистих берегах. Спочиває невеликими групами по три або чотири тварини в сухих і вологих печерах, шахтах і аналогічних місцях проживання.

## Загрози та охорона
Здається, немає серйозних загроз для цього виду. Вид був зареєстрований у кількох природоохоронних територіях в Південній Африці, і, ймовірно, присутній в охоронних територіях інших частин ареалу.